# زينهو (لاعب كرة قدم)
زينهو هو لاعب كرة قدم برازيلي في مركز الوسط، ولد في 5 يوليو 1962 في ريو دي جانيرو في البرازيل. لعب مع راسينغ سانتاندير.

## وصلات خارجية
- زينهو (لاعب كرة قدم) على موقع قاعدة بيانات كرة القدم.إي يو (الإنجليزية)